# 음가 (언어학)
음가(音價, 영어: phone)는 단어의 의미를 결정하는지의 여부에 상관없이 정확한 소리에 의해 구분된 발음의 최소 단위이다. 단어를 이루는 음소는 다른 음소와 바뀔 때 다른 단어를 이루게 되는지의 여부에 따라 구분되므로 특정한 언어의 맥락에서만 논의될 수 있지만, 음가는 절대적인 소리를 나타내며 특정 언어에 국한되지 않는다.

## 같이 보기
- 음소
- 음운론